# Rumex crispus
Rumex crispus é uma espécie de planta com flor pertencente à família Polygonaceae. O nome comum é Cata-cuz, labaça, regalo-da-horta.
A autoridade científica da espécie é L., tendo sido publicada em Species Plantarum 1: 335. 1753.

## Portugal
Trata-se de uma espécie presente no território português, nomeadamente em Portugal Continental, no Arquipélago dos Açores e no Arquipélago da Madeira.
Em termos de naturalidade é nativa de Portugal Continental e introduzida nos Arquipélago dos Açores e da Madeira.

## Protecção
Não se encontra protegida por legislação portuguesa ou da Comunidade Europeia.